# Demand Note

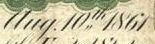
Date sur un billet de 5$

Un Demand Note était un billet de banque américain imprimé entre août 1861 et avril 1862 durant la guerre de Sécession pour financer l'effort de guerre des unionistes et qui était payable sur demande, d'où son nom.

## Description
Il s'agissait de billets de 5, 10 et 20 dollars aussi nommés Greenback (« Dos vert ») à cause de leur verso de couleur verte.